# Ilica (ulica)

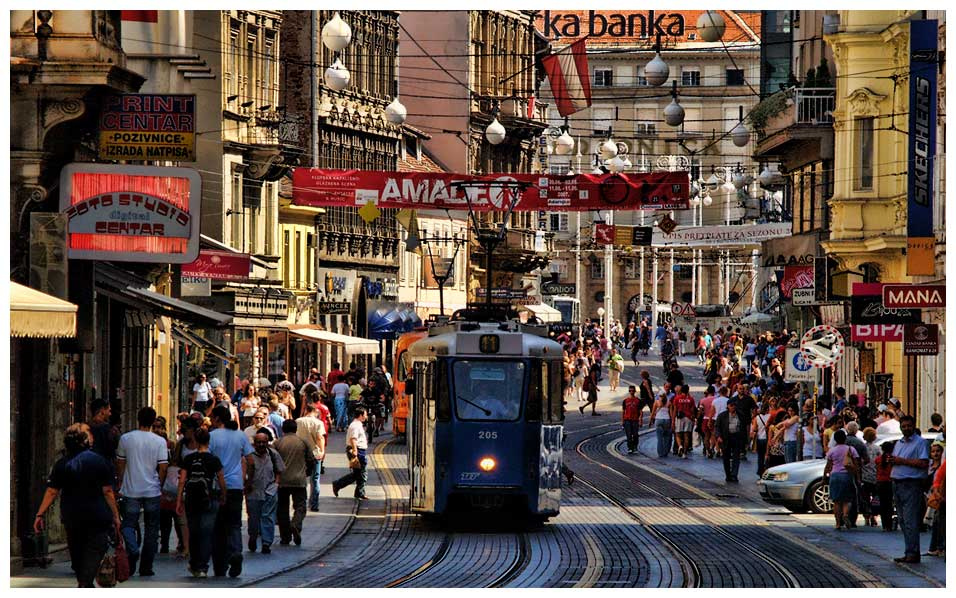
Ilica

Ilica – jedna z najdłuższych ulic stolicy Chorwacji – Zagrzebia i jednocześnie najważniejsza ulica handlowa w mieście. Znajdują się tutaj najważniejsze i najdroższe sklepy znanych globalnych marek oraz liczne instytucje kultury.
Zaczyna się na głównym placu miasta – Placu bana Josipa Jelačicia w Zagrzebiu i prowadzi na zachód, do dzielnicy Črnomerec. Przebiega nią linia tramwajowa w kierunku pętli Črnomerec oraz Zapadni Kolodvor (przystanki Frankopanska, Britanski Trg, Trg Franje Tuđmana, Slovenska, Mandaličina i Sveti Duh).
Nazwa pojawia się po raz pierwszy w 1431 r., przy czym obecny kształt ulica zyskała dopiero pod koniec XVIII stulecia. Arteria ma długość około 6400 m i mieści się przy niej ponad 500 numerów adresowych. W centrum, na północ od Ilicy, odbiega bardzo krótka ulica Tomićeva, przy której znajduje się Uspinjača. W pobliżu Primorskej funkcjonuje natomiast hotel Ilica.